# Gmach sądu przy ul. Młyńskiej w Poznaniu
Gmach sądu przy ul. Młyńskiej w Poznaniu (dawniej: Królewski Sąd Powiatowy, niem. Königlisches Amtsgericht) – budynek sądowy w stylu baroku wilhelmińskiego, zlokalizowany w centrum Poznania, przy ul. Młyńskiej 1a.
Obiekt wzniesiono w latach 1905-1908 w bezpośrednim sąsiedztwie więzienia, czyli obecnego aresztu śledczego. Projektantami byli architekci berlińscy – Grutter i Hirt. Barok wilhelmiński był charakterystyczny dla rządowego budownictwa pruskiego tamtego okresu. Gmach charakteryzują intensywne boniowania cokołu i naroży, wielki porządek w strefie wejściowej, dwa wysunięte ryzality boczne oraz portal wejściowy z alegoriami Prawa i Sprawiedliwości umieszczonymi w przerwanym naczółku. Równie reprezentacyjne są wnętrza, zwłaszcza hol i paradna, wachlarzowa klatka schodowa z balustradami z kutego żelaza. Całość uzupełniają płaskorzeźby, sztukaterie i witraże.
Obecnie budynek mieści Sąd Rejonowy Poznań – Stare Miasto w Poznaniu. Sądy dla dzielnic Jeżyce i Grunwald zlokalizowano przy ul. Kamiennogórskiej 26, a dla dzielnicy Nowe Miasto i Wilda w budynku przy Al. Marcinkowskiego 32.
W bliskości sądu znajdują się pomniki: Dzieci Czerwca 1956, Adwokatów Czerwca ’56 i ofiar więzienia przy ul. Młyńskiej (z ostatniego pozostała tylko tablica).